# Rodinie

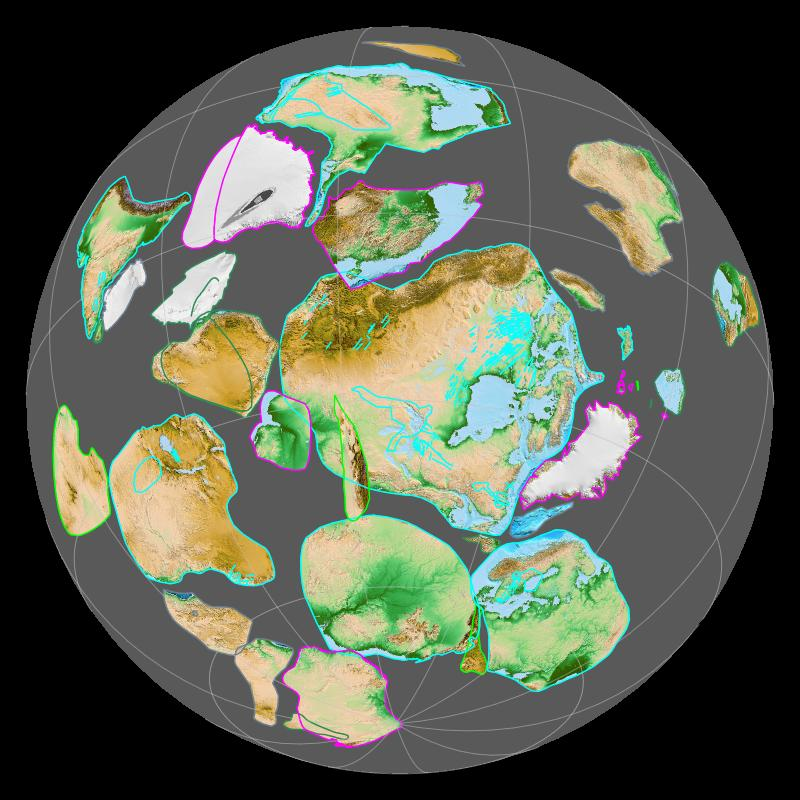
Rodinie

Rodinie byl superkontinent v období neoproterozoika (mladších starohor). Vznikla asi před 1 300 milióny let a rozpadla se před 750 milióny let na Laurentii, Východní a Západní Gondwanu (které ovšem tehdy ležely na severu, resp. na jihu), Sibiř, Baltiku, Kongo a mikrokontinenty Patagonii a Západní Arábii.